# Giải bóng đá A1 toàn quốc 1989
Giải bóng đá A1 toàn quốc 1989 là mùa giải thứ 8 của Giải bóng đá A1 toàn quốc, giải đấu bóng đá hạng cao nhất Việt Nam. Giải khởi tranh vào ngày 5 tháng 3 và kết thúc vào ngày 28 tháng 5 năm 1989 với 32 đội bóng tham dự (năm 1988, giải A1 toàn quốc đã không được tổ chức theo yêu cầu của các đội bóng nhằm củng cố lực lượng, thay vào đó chỉ tổ chức các giải khu vực và giao hữu). 
Mục đích của giải lần này là để chọn ra 18 đội có đẳng cấp cao nhất hình thành một hạng đấu mới, "hạng các đội mạnh", làm nền tảng cho thi đấu đỉnh cao quốc gia ở năm sau. 11 đội khác tiếp tục thi đấu ở hạng A1 và 3 đội cuối cùng sẽ xuống thi đấu ở hạng A2. Vì thế mùa giải này còn được gọi là "giải tách hạng". Đây cũng là mùa giải A1 cuối cùng với tư cách là giải đấu có cấp bậc cao nhất, trước khi chuyển thành Giải các đội mạnh toàn quốc từ mùa giải 1990.
Đồng Tháp, đội bóng vừa thăng hạng từ giải A2 toàn quốc năm 1987, đã giành chức vô địch mùa giải này sau khi đánh bại Câu lạc bộ Quân đội trong trận chung kết trên sân vận động Hàng Đẫy, Hà Nội.

## Thể thức thi đấu
Cấu trúc giải đấu bao gồm ba giai đoạn:
- Giai đoạn 1: 32 đội bóng được chia làm 3 bảng, thi đấu vòng tròn một lượt chọn 7 đội dẫn đầu mỗi bảng vào giai đoạn 2, còn ba đội xếp cuối ba bảng sẽ phải xuống hạng. Các đội được 2 điểm cho một trận thắng, 1 điểm cho một trận hòa, 0 điểm cho một trận thua.
- Giai đoạn 2: 21 đội bóng tiếp tục được chia vào 3 nhóm, thi đấu vòng tròn một lượt chọn 3 đội đứng đầu mỗi bảng và 1 đội xếp thứ nhì có thành tích tốt nhất vào giai đoạn cuối cùng. Không có trận hòa,  thay vào đó đội thua sau loạt đá luân lưu (nếu hòa trong thời gian chính thức) sẽ được 1 điểm, đội thắng vẫn được 2 điểm.
- Giai đoạn 3 (vòng đấu loại trực tiếp): 4 đội được phân thành hai cặp thi đấu ở vòng bán kết, thi đấu theo thể thức loại trực tiếp một lượt trận cho đến khi tìm ra nhà vô địch (loạt sút luân lưu sẽ được sử dụng để xác định đội thắng, nếu hòa sau thời gian thi đấu chính thức).

## Kết quả
- 18 đội được công nhận đội mạnh: Công an Hà Nội, Dệt Nam Định, An Giang, Tiền Giang, Công an Hải Phòng, Đồng Tháp, Long An, Công an Thanh Hóa, Hải Quan, Tổng cục Đường Sắt, Công nhân Xây dựng Hà Nội , Câu lạc bộ Quân đội, Điện Hải Phòng, Cảng Sài Gòn, Công nhân Nghĩa Bình, Lâm Đồng, Quảng Nam Đà Nẵng (đặc cách), Sông Lam Nghệ Tĩnh (đặc cách).
- 11 đội ở lại hạng A1: Than Quảng Ninh, Quân khu Thủ Đô, Công an Quảng Nam - Đà Nẵng, Quân khu 3, Đồng Nai, Công an Thành phố Hồ Chí Minh, Phú Khánh, Quân khu 7, Cảng Hải Phòng, Công an Hà Bắc, Gò Dầu.
- 3 đội xuống hạng A2: Công nghiệp Việt Trì Vĩnh Phú, Giao thông Vận tải Hải Hưng[5], Công nghiệp Thành phố Hồ Chí Minh.

## Giai đoạn 1

### Bảng A
| VT | Đội                         | ST | T | H | B | BT | BB | HS  | Đ  | Giành quyền tham dự hoặc xuống hạng |
| -- | --------------------------- | -- | - | - | - | -- | -- | --- | -- | ----------------------------------- |
| 1  | Hải Quan                    | 10 | 5 | 4 | 1 | 12 | 6  | +6  | 14 | Lọt vào giai đoạn 2                 |
| 2  | Điện Hải Phòng              | 10 | 4 | 5 | 1 | 8  | 5  | +3  | 13 | Lọt vào giai đoạn 2                 |
| 3  | An Giang                    | 10 | 3 | 6 | 1 | 14 | 10 | +4  | 12 | Lọt vào giai đoạn 2                 |
| 4  | Tiền Giang                  | 10 | 4 | 4 | 2 | 10 | 8  | +2  | 12 | Lọt vào giai đoạn 2                 |
| 5  | Công an Hà Nội              | 10 | 3 | 5 | 2 | 13 | 7  | +6  | 11 | Lọt vào giai đoạn 2                 |
| 6  | Tổng cục Đường sắt          | 10 | 3 | 5 | 2 | 12 | 9  | +3  | 11 | Lọt vào giai đoạn 2                 |
| 7  | Phú Khánh                   | 10 | 3 | 4 | 3 | 13 | 9  | +4  | 10 | Lọt vào giai đoạn 2                 |
| 8  | Quân khu 3                  | 10 | 2 | 6 | 2 | 7  | 6  | +1  | 10 | Ở lại hạng A1                       |
| 9  | Công an Quảng Nam – Đà Nẵng | 10 | 2 | 5 | 3 | 7  | 7  | 0   | 9  | Ở lại hạng A1                       |
| 10 | Gò Dầu                      | 10 | 2 | 1 | 7 | 5  | 15 | −10 | 5  | Ở lại hạng A1                       |
| 11 | Giao thông Vận tải Hải Hưng | 10 | 0 | 3 | 7 | 1  | 20 | −19 | 3  | Xuống hạng A2                       |

| Ngày                        | Đội                         | Tỷ số                       | Đội                         | Sân |
|                             | Tiền Giang                  | 2-1                         | Tổng cục Đường Sắt          |     |
| Công an Hà Nội              | 1-1                         | Công an Quảng Nam - Đà Nẵng |                             |     |
| Quân khu 3                  | 2-0                         | Giao thông Vận tải Hải Hưng |                             |     |
| An Giang                    | 0-0                         | Điện Hải Phòng              |                             |     |
| Hải Quan                    | 1-0                         | Gò Dầu                      |                             |     |
|                             | Tiền Giang                  | 0-0                         | Phú Khánh                   |     |
| Tổng cục Đường Sắt          | 1-1                         | An Giang                    |                             |     |
| Công an Hà Nội              | 3-2                         | Gò Dầu                      |                             |     |
| Điện Hải Phòng              | 1-0                         | Hải Quan                    |                             |     |
| Công an Quảng Nam - Đà Nẵng | 0-0                         | Giao thông Vận tải Hải Hưng |                             |     |
|                             | Quân khu 3                  | 1-0                         | Công an Quảng Nam - Đà Nẵng |     |
| An Giang                    | 1-1                         | Phú Khánh                   |                             |     |
| Giao thông Vận tải Hải Hưng | 0-0                         | Gò Dầu                      |                             |     |
| Hải Quan                    | 0-0                         | Tổng cục Đường Sắt          |                             |     |
| Công an Hà Nội              | 0-0                         | Điện Hải Phòng              |                             |     |
|                             | Điện Hải Phòng              | 2-0                         | Giao thông Vận tải Hải Hưng |     |
| Công an Hà Nội              | 0-0                         | Tổng cục Đường Sắt          |                             |     |
| Gò Dầu                      | 2-1                         | Quân khu 3                  |                             |     |
| Hải Quan                    | 2-1                         | Phú Khánh                   |                             |     |
| An Giang                    | 2-1                         | Tiền Giang                  |                             |     |
|                             | Công an Quảng Nam - Đà Nẵng | 2-0                         | Gò Dầu                      |     |
| Hải Quan                    | 0-0                         | Tiền Giang                  |                             |     |
| Điện Hải Phòng              | 0-0                         | Quân khu 3                  |                             |     |
| Phú Khánh                   | 1-0                         | Công an Hà Nội              |                             |     |
| Tổng cục Đường Sắt          | 1-1                         | Giao thông Vận tải Hải Hưng |                             |     |
|                             | An Giang                    | 3-3                         | Hải Quan                    |     |
| Tiền Giang                  | 2-1                         | Công an Hà Nội              |                             |     |
| Tổng cục Đường Sắt          | 0-0                         | Quân khu 3                  |                             |     |
| Điện Hải Phòng              | 0-0                         | Công an Quảng Nam - Đà Nẵng |                             |     |
| Phú Khánh                   | 5-0                         | Giao thông Vận tải Hải Hưng |                             |     |
|                             | Điện Hải Phòng              | 1-0                         | Gò Dầu                      |     |
| Công an Hà Nội              | 2-0                         | An Giang                    |                             |     |
| Tổng cục Đường Sắt          | 2-1                         | Công an Quảng Nam - Đà Nẵng |                             |     |
| Tiền Giang                  | 1-0                         | Giao thông Vận tải Hải Hưng |                             |     |
| Phú Khánh                   | 1-1                         | Quân khu 3                  |                             |     |
|                             | Công an Hà Nội              | 1-1                         | Hải Quan                    |     |
| Tiền Giang                  | 1-1                         | Quân khu 3                  |                             |     |
| Phú Khánh                   | 0-0                         | Công an Quảng Nam - Đà Nẵng |                             |     |
| Tổng cục Đường Sắt          | 2-0                         | Gò Dầu                      |                             |     |
| An Giang                    | 1-0                         | Giao thông Vận tải Hải Hưng |                             |     |
|                             | Tổng cục Đường Sắt          | 3-1                         | Điện Hải Phòng              |     |
| Hải Quan                    | 3-0                         | Giao thông Vận tải Hải Hưng |                             |     |
| Gò Dầu                      | 1-0                         | Phú Khánh                   |                             |     |
| An Giang                    | 1-1                         | Quân khu 3                  |                             |     |
| Công an Quảng Nam - Đà Nẵng | 2-1                         | Tiền Giang                  |                             |     |
|                             | Tiền Giang                  | 1-0                         | Gò Dầu                      |     |
| Công an Hà Nội              | 5-0                         | Giao thông Vận tải Hải Hưng |                             |     |
| Điện Hải Phòng              | 2-1                         | Phú Khánh                   |                             |     |
| Hải Quan                    | 1-0                         | Quân khu 3                  |                             |     |
| Công an Quảng Nam - Đà Nẵng | 1-1                         | An Giang                    |                             |     |
|                             | Công an Hà Nội              | 0-0                         | Quân khu 3                  |     |
| Tiền Giang                  | 1-1                         | Điện Hải Phòng              |                             |     |
| Hải Quan                    | 1-0                         | Công an Quảng Nam - Đà Nẵng |                             |     |
| An Giang                    | 4-0                         | Gò Dầu                      |                             |     |
| Phú Khánh                   | 3-2                         | Tổng cục Đường Sắt          |                             |     |

### Bảng B
| VT | Đội                                  | ST | T | H | B | BT | BB | HS  | Đ  | Giành quyền tham dự hoặc xuống hạng |
| -- | ------------------------------------ | -- | - | - | - | -- | -- | --- | -- | ----------------------------------- |
| 1  | Quảng Nam – Đà Nẵng                  | 9  | 3 | 6 | 0 | 12 | 7  | +5  | 12 | Lọt vào giai đoạn 2                 |
| 2  | Sông Lam Nghệ Tĩnh                   | 9  | 4 | 3 | 2 | 15 | 12 | +3  | 11 | Lọt vào giai đoạn 2                 |
| 3  | Long An                              | 9  | 4 | 3 | 2 | 12 | 11 | +1  | 11 | Lọt vào giai đoạn 2                 |
| 4  | Công nhân Nghĩa Bình                 | 9  | 3 | 4 | 2 | 8  | 5  | +3  | 10 | Lọt vào giai đoạn 2                 |
| 5  | Than Quảng Ninh                      | 9  | 3 | 4 | 2 | 7  | 6  | +1  | 10 | Lọt vào giai đoạn 2                 |
| 6  | Công an Hải Phòng                    | 9  | 3 | 3 | 3 | 12 | 9  | +3  | 9  | Lọt vào giai đoạn 2                 |
| 7  | Công an Thành phố Hồ Chí Minh        | 9  | 3 | 3 | 3 | 10 | 7  | +3  | 9  | Lọt vào giai đoạn 2                 |
| 8  | Đồng Tháp                            | 9  | 3 | 3 | 3 | 11 | 9  | +2  | 9  | Ở lại hạng A1                       |
| 9  | Quân khu Thủ đô                      | 9  | 2 | 3 | 4 | 6  | 9  | −3  | 7  | Ở lại hạng A1                       |
| 10 | Sở Công nghiệp Thành phố Hồ Chí Minh | 9  | 0 | 2 | 7 | 2  | 20 | −18 | 2  | Xuống hạng A2                       |

| Ngày                                 | Đội                | Tỷ số                                | Đội                                  | Sân |
|                                      | Long An            | 1-0                                  | Quân khu Thủ đô                      |     |
| Quảng Nam-Đà Nẵng                    | 2-0                | Sở Công nghiệp Thành phố Hồ Chí Minh |                                      |     |
| Công an Thành phố Hồ Chí Minh        | 3-0                | Sông Lam Nghệ Tĩnh                   |                                      |     |
| Công nhân Nghĩa Bình                 | 1-0                | Đồng Tháp                            |                                      |     |
| Công an Hải Phòng                    | 0-0                | Than Quảng Ninh                      |                                      |     |
|                                      | Long An            | 1-1                                  | Sông Lam Nghệ Tĩnh                   |     |
| Quảng Nam-Đà Nẵng                    | 1-1                | Than Quảng Ninh                      |                                      |     |
| Quân khu Thủ đô                      | 1-0                | Sở Công nghiệp Thành phố Hồ Chí Minh |                                      |     |
| Công nhân Nghĩa Bình                 | 1-0                | Công an Thành phố Hồ Chí Minh        |                                      |     |
| Công an Hải Phòng                    | 0-0                | Đồng Tháp                            |                                      |     |
|                                      | Sông Lam Nghệ Tĩnh | 2-1                                  | Quân khu Thủ đô                      |     |
| Sở Công nghiệp Thành phố Hồ Chí Minh | 1-1                | Than Quảng Ninh                      |                                      |     |
| Long An                              | 0-0                | Công nhân Nghĩa Bình                 |                                      |     |
| Quảng Nam-Đà Nẵng                    | 1-1                | Đồng Tháp                            |                                      |     |
| Công an Thành phố Hồ Chí Minh        | 1-1                | Công an Hải Phòng                    |                                      |     |
|                                      | Đồng Tháp          | 2-0                                  | Sở Công nghiệp Thành phố Hồ Chí Minh |     |
| Sông Lam Nghệ Tĩnh                   | 1-1                | Công nhân Nghĩa Bình                 |                                      |     |
| Công an Hải Phòng                    | 2-1                | Long An                              |                                      |     |
| Quảng Nam-Đà Nẵng                    | 2-0                | Công an Thành phố Hồ Chí Minh        |                                      |     |
| Than Quảng Ninh                      | 2-1                | Quân khu Thủ đô                      |                                      |     |
|                                      | Đồng Tháp          | 0-0                                  | Than Quảng Ninh                      |     |
| Sông Lam Nghệ Tĩnh                   | 2-0                | Công an Hải Phòng                    |                                      |     |
| Công nhân Nghĩa Bình                 | 0-0                | Quân khu Thủ đô                      |                                      |     |
| Quảng Nam-Đà Nẵng                    | 2-2                | Long An                              |                                      |     |
| Sở Công nghiệp Thành phố Hồ Chí Minh | 0-0                | Công an Thành phố Hồ Chí Minh        |                                      |     |
|                                      | Đồng Tháp          | 2-0                                  | Quân khu Thủ đô                      |     |
| Công an Hải Phòng                    | 2-0                | Công nhân Nghĩa Bình                 |                                      |     |
| Long An                              | 2-0                | Sở Công nghiệp Thành phố Hồ Chí Minh |                                      |     |
| Quảng Nam-Đà Nẵng                    | 1-1                | Sông Lam Nghệ Tĩnh                   |                                      |     |
| Công an Thành phố Hồ Chí Minh        | 1-0                | Than Quảng Ninh                      |                                      |     |
|                                      | Quân khu Thủ đô    | 3-2                                  | Công an Hải Phòng                    |     |
| Đồng Tháp                            | 2-1                | Công an Thành phố Hồ Chí Minh        |                                      |     |
| Công nhân Nghĩa Bình                 | 1-1                | Quảng Nam-Đà Nẵng                    |                                      |     |
| Long An                              | 1-0                | Than Quảng Ninh                      |                                      |     |
| Sông Lam Nghệ Tĩnh                   | 4-1                | Sở Công nghiệp Thành phố Hồ Chí Minh |                                      |     |
|                                      | Quân khu Thủ đô    | 0-0                                  | Công an Thành phố Hồ Chí Minh        |     |
| Quảng Nam-Đà Nẵng                    | 2-1                | Công an Hải Phòng                    |                                      |     |
| Công nhân Nghĩa Bình                 | 4-0                | Sở Công nghiệp Thành phố Hồ Chí Minh |                                      |     |
| Long An                              | 3-2                | Đồng Tháp                            |                                      |     |
| Than Quảng Ninh                      | 2-1                | Sông Lam Nghệ Tĩnh                   |                                      |     |
|                                      | Quảng Nam-Đà Nẵng  | 0-0                                  | Quân khu Thủ đô                      |     |
| Công an Hải Phòng                    | 4-0                | Sở Công nghiệp Thành phố Hồ Chí Minh |                                      |     |
| Công an Thành phố Hồ Chí Minh        | 4-1                | Long An                              |                                      |     |
| Sông Lam Nghệ Tĩnh                   | 3-2                | Đồng Tháp                            |                                      |     |
| Than Quảng Ninh                      | 1-0                | Công nhân Nghĩa Bình                 |                                      |     |

### Bảng C
| VT | Đội                           | ST | T | H | B | BT | BB | HS  | Đ  | Giành quyền tham dự hoặc xuống hạng |
| -- | ----------------------------- | -- | - | - | - | -- | -- | --- | -- | ----------------------------------- |
| 1  | Cảng Sài Gòn                  | 10 | 6 | 4 | 0 | 20 | 7  | +13 | 16 | Lọt vào giai đoạn 2                 |
| 2  | Dệt Nam Định                  | 10 | 5 | 3 | 2 | 15 | 12 | +3  | 13 | Lọt vào giai đoạn 2                 |
| 3  | Câu lạc bộ Quân đội           | 10 | 4 | 4 | 2 | 7  | 3  | +4  | 12 | Lọt vào giai đoạn 2                 |
| 4  | Lâm Đồng                      | 10 | 3 | 5 | 2 | 13 | 10 | +3  | 11 | Lọt vào giai đoạn 2                 |
| 5  | Công nhân Xây dựng Hà Nội     | 10 | 4 | 3 | 3 | 11 | 12 | −1  | 11 | Lọt vào giai đoạn 2                 |
| 6  | Đồng Nai                      | 10 | 4 | 2 | 4 | 12 | 8  | +4  | 10 | Lọt vào giai đoạn 2                 |
| 7  | Công an Thanh Hóa             | 10 | 4 | 2 | 4 | 12 | 13 | −1  | 10 | Lọt vào giai đoạn 2                 |
| 8  | Công an Hà Bắc                | 10 | 3 | 3 | 4 | 11 | 11 | 0   | 9  | Ở lại hạng A1                       |
| 9  | Cảng Hải Phòng                | 10 | 3 | 3 | 4 | 10 | 14 | −4  | 9  | Ở lại hạng A1                       |
| 10 | Quân khu 7                    | 10 | 2 | 3 | 5 | 10 | 14 | −4  | 7  | Ở lại hạng A1                       |
| 11 | Công nghiệp Việt Trì Vĩnh Phú | 10 | 0 | 2 | 8 | 7  | 24 | −17 | 2  | Xuống hạng A2                       |

| Ngày                          | Đội                       | Tỷ số                         | Đội                           | Sân |
|                               | Quân khu 7                | 1-0                           | Cảng Hải Phòng                |     |
| Đồng Nai                      | 1-0                       | Công an Thanh Hóa             |                               |     |
| Cảng Sài Gòn                  | 1-1                       | Lâm Đồng                      |                               |     |
| Câu lạc bộ Quân đội           | 0-0                       | Công an Hà Bắc                |                               |     |
| Dệt Nam Định                  | 4-1                       | Công nghiệp Việt Trì Vĩnh Phú |                               |     |
|                               | Công nhân Xây dựng Hà Nội | 2-2                           | Cảng Sài Gòn                  |     |
| Câu lạc bộ Quân đội           | 2-1                       | Cảng Hải Phòng                |                               |     |
| Đồng Nai                      | 0-0                       | Lâm Đồng                      |                               |     |
| Công an Hà Bắc                | 3-1                       | Công nghiệp Việt Trì Vĩnh Phú |                               |     |
| Dệt Nam Định                  | 2-0                       | Công an Thanh Hóa             |                               |     |
|                               | Câu lạc bộ Quân đội       | 1-0                           | Quân khu 7                    |     |
| Công nhân Xây dựng Hà Nội     | 0-0                       | Đồng Nai                      |                               |     |
| Công nghiệp Việt Trì Vĩnh Phú | 1-1                       | Cảng Hải Phòng                |                               |     |
| Dệt Nam Định                  | 0-0                       | Lâm Đồng                      |                               |     |
| Công an Thanh Hóa             | 1-0                       | Công an Hà Bắc                |                               |     |
|                               | Cảng Sài Gòn              | 2-1                           | Đồng Nai                      |     |
| Công an Thanh Hóa             | 3-0                       | Cảng Hải Phòng                |                               |     |
| Lâm Đồng                      | 1-1                       | Công an Hà Bắc                |                               |     |
| Dệt Nam Định                  | 1-0                       | Công nhân Xây dựng Hà Nội     |                               |     |
| Quân khu 7                    | 1-1                       | Công nghiệp Việt Trì Vĩnh Phú |                               |     |
|                               | Cảng Sài Gòn              | 4-1                           | Dệt Nam Định                  |     |
| Công an Hà Bắc                | 1-0                       | Công nhân Xây dựng Hà Nội     |                               |     |
| Cảng Hải Phòng                | 2-1                       | Lâm Đồng                      |                               |     |
| Câu lạc bộ Quân đội           | 3-0                       | Công nghiệp Việt Trì Vĩnh Phú |                               |     |
| Quân khu 7                    | 1-1                       | Công an Thanh Hóa             |                               |     |
|                               | Lâm Đồng                  | 2-1                           | Quân khu 7                    |     |
| Câu lạc bộ Quân đội           | 0-0                       | Công an Thanh Hóa             |                               |     |
| Công nhân Xây dựng Hà Nội     | 1-1                       | Cảng Hải Phòng                |                               |     |
| Đồng Nai                      | 3-1                       | Dệt Nam Định                  |                               |     |
| Cảng Sài Gòn                  | 0-0                       | Công an Hà Bắc                |                               |     |
|                               | Công an Thanh Hóa         | 2-1                           | Công nghiệp Việt Trì Vĩnh Phú |     |
| Công an Hà Bắc                | 3-1                       | Đồng Nai                      |                               |     |
| Câu lạc bộ Quân đội           | 0-0                       | Lâm Đồng                      |                               |     |
| Cảng Sài Gòn                  | 3-1                       | Cảng Hải Phòng                |                               |     |
| Công nhân Xây dựng Hà Nội     | 2-1                       | Quân khu 7                    |                               |     |
|                               | Lâm Đồng                  | 3-2                           | Công nghiệp Việt Trì Vĩnh Phú |     |
| Dệt Nam Định                  | 2-1                       | Công an Hà Bắc                |                               |     |
| Cảng Hải Phòng                | 1-0                       | Đồng Nai                      |                               |     |
| Công nhân Xây dựng Hà Nội     | 1-0                       | Câu lạc bộ Quân đội           |                               |     |
| Cảng Sài Gòn                  | 2-0                       | Quân khu 7                    |                               |     |
|                               | Câu lạc bộ Quân đội       | 0-0                           | Cảng Sài Gòn                  |     |
| Đồng Nai                      | 2-0                       | Quân khu 7                    |                               |     |
| Công nhân Xây dựng Hà Nội     | 1-0                       | Công nghiệp Việt Trì Vĩnh Phú |                               |     |
| Dệt Nam Định                  | 1-1                       | Cảng Hải Phòng                |                               |     |
| Công an Thanh Hóa             | 2-1                       | Lâm Đồng                      |                               |     |
|                               | Cảng Hải Phòng            | 2-1                           | Công an Hà Bắc                |     |
| Công nhân Xây dựng Hà Nội     | 3-2                       | Công an Thanh Hóa             |                               |     |
| Quân khu 7                    | 2-2                       | Dệt Nam Định                  |                               |     |
| Cảng Sài Gòn                  | 2-0                       | Công nghiệp Việt Trì Vĩnh Phú |                               |     |
| Câu lạc bộ Quân đội           | 1-0                       | Đồng Nai                      |                               |     |
|                               | Dệt Nam Định              | 1-0                           | Câu lạc bộ Quân đội           |     |
| Lâm Đồng                      | 4-1                       | Công nhân Xây dựng Hà Nội     |                               |     |
| Cảng Sài Gòn                  | 4-1                       | Công an Thanh Hóa             |                               |     |
| Đồng Nai                      | 4-0                       | Công nghiệp Việt Trì Vĩnh Phú |                               |     |
| Quân khu 7                    | 3-1                       | Công an Hà Bắc                |                               |     |

## Giai đoạn 2
Do phải sang Lào thi đấu giao hữu quốc tế, Sông Lam Nghệ Tĩnh không thể tham dự giai đoạn 2 và được thay bằng Đồng Tháp. Quảng Nam – Đà Nẵng đã phải rời khỏi giải khi chỉ mới đá được 1 trận vì bị tai nạn giao thông sau đó.

### Nhóm 1
| VT | Đội                           | ST | T | Bp | B | BT | BB | HS | Đ  | Giành quyền tham dự   |
| -- | ----------------------------- | -- | - | -- | - | -- | -- | -- | -- | --------------------- |
| 1  | Công an Hà Nội                | 6  | 5 | 1  | 0 | 7  | 3  | +4 | 11 | Lọt vào bán kết       |
| 2  | Long An                       | 6  | 3 | 3  | 0 | 8  | 8  | 0  | 9  | Lên hạng Các đội mạnh |
| 3  | Công an Thanh Hóa             | 6  | 3 | 1  | 2 | 8  | 8  | 0  | 7  | Lên hạng Các đội mạnh |
| 4  | Hải Quan                      | 6  | 3 | 1  | 2 | 7  | 7  | 0  | 7  | Lên hạng Các đội mạnh |
| 5  | Tổng cục Đường sắt            | 6  | 3 | 1  | 2 | 6  | 6  | 0  | 7  | Lên hạng Các đội mạnh |
| 6  | Công nhân Xây dựng Hà Nội     | 6  | 3 | 0  | 3 | 10 | 10 | 0  | 6  | Lên hạng Các đội mạnh |
| 7  | Công an Thành phố Hồ Chí Minh | 6  | 1 | 0  | 5 | 7  | 11 | −4 | 2  | Ở lại hạng A1         |

| Ngày                          | Đội                       | Tỷ số                         | Đội                           | Sân |
|                               | Long An                   | 1-0                           | Tổng cục Đường Sắt            |     |
| Công an Thanh Hóa             | 1-0                       | Công nhân Xây dựng Hà Nội     |                               |     |
| Công an Hà Nội                | 3-2                       | Công an Thành phố Hồ Chí Minh |                               |     |
|                               | Công an Hà Nội            | 1-0                           | Tổng cục Đường Sắt            |     |
| Công an Thanh Hóa             | 2-1                       | Công an Thành phố Hồ Chí Minh |                               |     |
| Hải Quan                      | 2-1                       | Công nhân Xây dựng Hà Nội     |                               |     |
|                               | Công an Hà Nội            | 1-0                           | Công an Thanh Hóa             |     |
| Công nhân Xây dựng Hà Nội     | 1-1 (1)                   | Tổng cục Đường Sắt            |                               |     |
| Hải Quan                      | 1-1 (1)                   | Long An                       |                               |     |
|                               | Hải Quan                  | 2-1                           | Công an Thanh Hóa             |     |
| Long An                       | 1-0                       | Công an Thành phố Hồ Chí Minh |                               |     |
| Công an Hà Nội                | 1-0                       | Công nhân Xây dựng Hà Nội     |                               |     |
|                               | Long An                   | 0-0 (1)                       | Công an Hà Nội                |     |
| Công an Thành phố Hồ Chí Minh | 1-1 (1)                   | Hải Quan                      |                               |     |
| Tổng cục Đường Sắt            | 2-2 (1)                   | Công an Thanh Hóa             |                               |     |
|                               | Công nhân Xây dựng Hà Nội | 3-2                           | Công an Thành phố Hồ Chí Minh |     |
| Công an Thanh Hóa             | 1-1 (1)                   | Long An                       |                               |     |
| Tổng cục Đường Sắt            | 1-0                       | Hải Quan                      |                               |     |
|                               | Công an Hà Nội            | 1-0                           | Hải Quan                      |     |
| Tổng cục Đường Sắt            | 1-0                       | Công an Thành phố Hồ Chí Minh |                               |     |
| Công nhân Xây dựng Hà Nội     | 3-3 (1)                   | Long An                       |                               |     |

### Nhóm 2
| VT | Đội               | ST | T | Bp | B | BT | BB | HS | Đ | Giành quyền tham dự   |
| -- | ----------------- | -- | - | -- | - | -- | -- | -- | - | --------------------- |
| 1  | Đồng Tháp         | 5  | 4 | 0  | 1 | 5  | 2  | +3 | 8 | Lọt vào bán kết       |
| 2  | Dệt Nam Định      | 5  | 4 | 0  | 1 | 7  | 5  | +2 | 8 | Lên hạng Các đội mạnh |
| 3  | An Giang          | 5  | 3 | 1  | 1 | 9  | 8  | +1 | 7 | Lên hạng Các đội mạnh |
| 4  | Công an Hải Phòng | 5  | 2 | 2  | 1 | 7  | 8  | −1 | 6 | Lên hạng Các đội mạnh |
| 5  | Tiền Giang        | 5  | 1 | 3  | 1 | 4  | 6  | −2 | 5 | Lên hạng Các đội mạnh |
| 6  | Đồng Nai          | 5  | 1 | 1  | 3 | 4  | 7  | −3 | 3 | Ở lại hạng A1         |

| Ngày              | Đội          | Tỷ số             | Đội               | Sân |
|                   | Dệt Nam Định | 1-0               | Đồng Tháp         |     |
| Công an Hải Phòng | 1-1 (1)      | Đồng Nai          |                   |     |
| An Giang          | 2-2 (1)      | Tiền Giang        |                   |     |
|                   | Tiền Giang   | 2-0               | Dệt Nam Định      |     |
| Đồng Tháp         | 1-0          | Công an Hải Phòng |                   |     |
| An Giang          | 2-1          | Đồng Nai          |                   |     |
|                   | Dệt Nam Định | 2-2 (1)           | Công an Hải Phòng |     |
| Đồng Tháp         | 1-1 (1)      | An Giang          |                   |     |
| Đồng Nai          | 1-0          | Tiền Giang        |                   |     |
|                   | Dệt Nam Định | 2-1               | Đồng Nai          |     |
| An Giang          | 2-2 (1)      | Công an Hải Phòng |                   |     |
| Đồng Tháp         | 0-0 (1)      | Tiền Giang        |                   |     |
|                   | Dệt Nam Định | 1-0               | An Giang          |     |
| Đồng Tháp         | 1-0          | Đồng Nai          |                   |     |
| Công an Hải Phòng | 0-0 (1)      | Tiền Giang        |                   |     |

### Nhóm 3
| VT | Đội                  | ST | T | Bp | B | BT | BB | HS | Đ  | Giành quyền tham dự                     |
| -- | -------------------- | -- | - | -- | - | -- | -- | -- | -- | --------------------------------------- |
| 1  | Câu lạc bộ Quân đội  | 5  | 5 | 0  | 0 | 8  | 2  | +6 | 10 | Lọt vào bán kết                         |
| 2  | Điện Hải Phòng       | 5  | 4 | 1  | 0 | 9  | 6  | +3 | 9  | Lên hạng Các đội mạnh                   |
| 3  | Cảng Sài Gòn         | 5  | 3 | 2  | 0 | 9  | 5  | +4 | 8  | Lên hạng Các đội mạnh                   |
| 4  | Công nhân Nghĩa Bình | 5  | 2 | 1  | 2 | 9  | 13 | −4 | 5  | Lên hạng Các đội mạnh                   |
| 5  | Lâm Đồng             | 5  | 0 | 3  | 2 | 3  | 8  | −5 | 3  | Lên hạng Các đội mạnh                   |
| 6  | Phú Khánh            | 5  | 1 | 0  | 4 | 3  | 7  | −4 | 2  | Ở lại hạng A1                           |
| 7  | Quảng Nam – Đà Nẵng  | 0  | 0 | 0  | 0 | 0  | 0  | 0  | 0  | Rút lui, đặc cách lên hạng Các đội mạnh |

| Ngày                 | Đội                  | Tỷ số                | Đội                  | Sân |
|                      | Điện Hải Phòng       | 2-1                  | Lâm Đồng             |     |
| Quảng Nam-Đà Nẵng    | 2-1                  | Công nhân Nghĩa Bình |                      |     |
| Câu lạc bộ Quân đội  | 2-0                  | Phú Khánh            |                      |     |
|                      | Công nhân Nghĩa Bình | 2-1                  | Phú Khánh            |     |
| Câu lạc bộ Quân đội  | 2-1                  | Lâm Đồng             |                      |     |
| Quảng Nam-Đà Nẵng    | (2)                  | Cảng Sài Gòn         |                      |     |
|                      | Cảng Sài Gòn         | 2-1                  | Phú Khánh            |     |
| Công nhân Nghĩa Bình | 1-1 (1)              | Lâm Đồng             |                      |     |
| Câu lạc bộ Quân đội  | 0-0 (1)              | Điện Hải Phòng       |                      |     |
|                      | Điện Hải Phòng       | 3-3 (1)              | Công nhân Nghĩa Bình |     |
| Cảng Sài Gòn         | 0-0 (1)              | Lâm Đồng             |                      |     |
|                      | Câu lạc bộ Quân đội  | 2-1                  | Công nhân Nghĩa Bình |     |
| Điện Hải Phòng       | 1-1 (1)              | Cảng Sài Gòn         |                      |     |
|                      | Phú Khánh            | 0-0 (1)              | Lâm Đồng             |     |
| Câu lạc bộ Quân đội  | 0-0 (1)              | Cảng Sài Gòn         |                      |     |
|                      | Cảng Sài Gòn         | 5-1                  | Công nhân Nghĩa Bình |     |
| Điện Hải Phòng       | 1-0                  | Phú Khánh            |                      |     |

1 Đội đứng trước giành chiến thắng sau loạt sút luân lưu.
2 Trận đấu bị hủy bỏ vì đội Quảng Nam Đà Nẵng đã gặp tai nạn và không thể thi đấu tiếp.

## Vòng đấu loại trực tiếp

### Bán kết
| Câu lạc bộ Quân đội | 1-0 | Công an Hà Nội |

| Đồng Tháp | 0-0, 4-3 (p) | Điện Hải Phòng |

### Tranh hạng ba
| Công an Hà Nội | 2-1 | Điện Hải Phòng |

### Chung kết
| Đồng Tháp         | 1–0 | Câu lạc bộ Quân đội |
| ----------------- | --- | ------------------- |
| Phạm Anh Tuấn 68' |     |                     |

| Vô địch Giải bóng đá A1 toàn quốc 1989 |
| -------------------------------------- |
| Đồng Tháp Lần thứ nhất                 |